# Ману-Ура
«Ману-Ура» (фр. Manu-Ura) — таитянский футбольный клуб из города Папеэте (столица Французской Полинезии). Выступает в чемпионате Таити. Домашним стадионом служит «Стад де Паэа» вместимостью 2500 зрителей. Цветами команды является фиолетовый и белый.

## История
Клуб был основан в 1953 году. Впервые успеха в чемпионате Таити команда «Ману-Ура» добилась в 1996 году. Победа позволила сыграть в игре за Кубок Тихоокеанских французских территорий против новокаледонского клуба «Трапут». По сумме двух матчей таитянцы победили соперника со счётом 4:2. На Кубке Заморских территорий Франции (Coupe DOM-TOM), состоявшемся в Париже в 1997 году, «Ману-Ура» проиграла «Сен-Дени» из Реюньона (0:4).
Во второй раз титул чемпиона Таити команда завоевала в 2004 году. На Кубке Тихоокеанских французских территорий «Ману-Ура» обыграла «Маженту» (Новая Каледония) со счётом 3:2 по сумме двух матчей. В сентябре 2004 года в Париже таитянцы стали третьими на Кубке зарубежных чемпионов, обыграв в решающем матче «Расинг» из Гваделупы (1:1 основное время и 4:3 по пенальти). Трижды команда играла на ранних стадиях Кубка Франции — в сезонах 2003/04, 2005/06 и 2009/10, но никогда не побеждала соперников из четвёртого по силе дивизиона Франции.
В Лиге чемпионов ОФК «Ману-Ура» представляло Таити три раза (в последний раз в сезоне 2009/10), однако преодолеть групповой этап таитянцам никогда не удавалось.
В августе 2020 года президентом клуба стал бывший игрок команды Тетахио Аураа. Перед началом нового сезона Аураа столкнулся с тем, что коллектив покинула сразу 19 футболистов, включая капитана Джонатана Торохиа По итогам сезона 2020/21 «Ману-Ура» заняло 11 место в чемпионате, а в матче за право играть в следующем сезоне высшем дивизионе уступила «Теманаве» (0:5). В сезоне 2022/23 клуб был близок к возвращению в высший дивизион Таити, но уступил в плей-офф «Тайарапю» (0:2). Вернуться «Ману-Ура» в итоге удалось по итогам сезона 2023/24, когда команда обыграла в решающем матче «Жюнес Таитиенс» (2:1).

## Достижения
- Чемпион Таити (5): 1996, 2004, 2007, 2008, 2009
- Обладатель Кубка Таити (2): 2003, 2005
- Обладатель Суперкубка Таити: 2008
- Обладатель Кубка Тихоокеанских французских территорий (2): 1996, 2004

## Последние результаты
| Сезон   | Див. | Место | Кубок      |         | Сезон | Див. | Место       | Кубок |
| ------- | ---- | ----- | ---------- | ------- | ----- | ---- | ----------- | ----- |
| 2002/03 | I    | 2     | Победитель | 2013/14 | I     | 5    | 1/4 финала  |       |
| 2003/04 | I    | 1     | Финалист   | 2014/15 | I     | 5    |             |       |
| 2004/05 | I    | 3     | Финалист   | 2015/16 | I     | 5    | 1/2 финала  |       |
| 2005/06 | I    | 4     | 1/2 финала | 2016/17 | I     | 7    | 1/4 финала  |       |
| 2006/07 | I    | 1     | Финалист   | 2017/18 | I     | 7    | 1/8 финала  |       |
| 2007/08 | I    | 1     | 1/8 финала | 2018/19 | I     | 7    | 1/2 финала  |       |
| 2008/09 | I    | 1     | Победитель | 2019/20 | I     | 6    | 1/8 финала  |       |
| 2009/10 | I    | 5     | 1/8 финала | 2020/21 | I     | 11   | 1/16 финала |       |
| 2010/11 | I    | 4     |            | 2021/22 | II    | 11   | 1/16 финала |       |
| 2011/12 | I    | 3     |            | 2022/23 | II    | 3    | 1/2 финала  |       |
| 2012/13 | I    | 4     | 1/2 финала | 2023/24 | II    | 3    | 1/16 финала |       |

## Континентальный турнир
| Сезон   | Турнир             | Этап     | Соперник          | Счёт |
| ------- | ------------------ | -------- | ----------------- | ---- |
| 2005    | Лига чемпионов ОФК | Группа B | Мажента           | 1-4  |
| 2005    | Лига чемпионов ОФК | Группа B | Макуру            | 1-2  |
| 2005    | Лига чемпионов ОФК | Группа B | Тафеа             | 0-2  |
| 2007/08 | Лига чемпионов ОФК | Группа A | Уаитакере Юнайтед | 0-6  |
| 2007/08 | Лига чемпионов ОФК | Группа A | Окленд Сити       | 1-1  |
| 2007/08 | Лига чемпионов ОФК | Группа A | Уаитакере Юнайтед | 1-2  |
| 2007/08 | Лига чемпионов ОФК | Группа A | Окленд Сити       | 0-1  |
| 2009/10 | Лига чемпионов ОФК | Группа A | Окленд Сити       | 0-5  |
| 2009/10 | Лига чемпионов ОФК | Группа A | Уаитакере Юнайтед | 0-2  |
| 2009/10 | Лига чемпионов ОФК | Группа A | Мажента           | 1-1  |
| 2009/10 | Лига чемпионов ОФК | Группа A | Окленд Сити       | 0-2  |
| 2009/10 | Лига чемпионов ОФК | Группа A | Уаитакере Юнайтед | 1-5  |
| 2009/10 | Лига чемпионов ОФК | Группа A | Мажента           | 1-8  |